# Козлянка
Козлянка — река в России, протекает в Немском районе Кировской области. Устье реки находится в 152 км по правому берегу реки Лобань. Длина реки составляет 14 км, площадь водосборного бассейна 47,3 км².
Исток реки в урочище Шиляево в 7 км к северо-востоку от посёлка Нема. Река течёт на северо-восток, верхнее и среднее течение не населены, в нижнем на берегах реки все три деревни, составлявшие Колобовское сельское поселение — Колобово, Козлянка и Воронец (ныне Немское сельское поселение). В низовьях течёт по заболоченной низменности, дробится на рукава. Впадает несколькими рукавами в Любань восточнее села Колобово.

## Данные водного реестра
По данным государственного водного реестра России относится к Камскому бассейновому округу, водохозяйственный участок реки — Вятка от водомерного поста посёлка городского типа Аркуль до города Вятские Поляны, речной подбассейн реки — Вятка. Речной бассейн реки — Кама.
Код объекта в государственном водном реестре — 10010300512111100039726.